# Кигалас, Иоаннис
Иоаннис Кигалас (Иоанн Кигала; греч. Ιωάννης Κιγάλας), (итал. Giovanni Cigala, Cicala), (лат. Joannes Cigala; ca. 1622 — ca. 5 November 1687) — греческий учёный и профессор философии и логики работавший в 17-м веке в городах Падуя и Венеция .

## Биография
Иоаннис Кигалас — грек родившийся в городе Никосия на острове Кипр в 1622 году. Его отца звали Матфеем. Иоаннис в молодости перебрался в Италию продолжить своё образование. В 1635 году он поступил в коллегию Святого Афнасия в Риме, где также учились его братья Димитриос и Иеронимос . В 1642 году он получил звание Доктор философии и доктор теологии и работал в качестве учителя греческого языка с 1642 по 1650 год.
Кигалас вскоре перебрался в Венецию, где он недолго практиковался в праве. Позже он перебрался в город Падуя, где в 1666 году он получил назначение как профессор философии и логики в Падуанском университете.
Он продолжил работу в университете, поднимаясь постепенно на более высокие позиции. Кигалас был избран профессором на вторую кафедру философии в 1678 году и в 1687 году он был назначен профессором первой кафедры философии .
Он написал несколько эпиграмм на греческом языке. Несколько его работ сохранились в книгах других учёных. Кигалас умер 5-го ноября 1687 года.